# Roggendorf (Mecklembourg)
Roggendorf est une municipalité allemande du land de Mecklembourg-Poméranie-Occidentale et l'arrondissement du Mecklembourg-du-Nord-Ouest. En 2012, elle comptait 1 025 hab.